# William Toganivalu
Ratu William Brown Toganivalu, dit « Ratu Willie », né vers 1930 et mort en janvier ou février 1994,, est un chef autochtone et homme politique fidjien.

## Biographie
William Toganivalu est l'un des dix enfants de Ratu George Toganivalu, le Roko Tui (chef suprême coutumier) de la province de Ba, et d'Adi Alisi Toganivalu, connue pour son activisme en faveur de l'accès des filles autochtones à l'éducation,. Bénéficiant d'une bourse du gouvernement colonial fidjien, il étudie dans un collège agricole à Gatton, dans le Queensland en Australie. De 1952 à 1956, intégré volontaire aux forces armées fidjiennes, il participe à la lutte armée contre l'insurrection communiste malaise.
De 1957 à 1966 il est fonctionnaire au département de l'Agriculture du gouvernement colonial fidjien. Il est élu au Conseil législatif colonial aux élections législatives fidjiennes de 1966 sous les couleurs du parti de l'Alliance, en même temps que ses frères cadets David et Josua,. À l'issue des élections de 1972, les premières après l'indépendance du pays en 1970, il est nommé ministre des Affaires autochtones dans le gouvernement de Ratu Sir Kamisese Mara, tandis que son frère Josua est fait ministre des Terres. En 1977 il est fait ministre de l'Information. Josua n'est plus au gouvernement, ayant perdu son siège de député, mais leur frère David y est ministre du Travail et des Relations sociales ainsi que ministre de l'Immigration. Dans le même temps, leur frère Julian Toganivalu est élu à la Chambre des représentants comme membre du Parti de la fédération nationale, sur les bancs de l'opposition au gouvernement, mais meurt quelques semaines plus tard à l'âge de seulement 45 ans. William Toganivalu devient ensuite ministre de l'Intérieur en 1982.
L'aîné des frères Toganivalu, Ratu William est alors vu comme le chef d'un puissant « clan » familial de l'aristocratie autochtone, décrit par le journal Pacific Islands Monthly comme ayant une position « similaire à celle des Borgias à Rome ou des brahmanes en Inde qui étaient des faiseurs de rois et des conseillers auprès des rois ». William Toganivalu est notamment un proche, et un conseiller, du gouverneur général Ratu Sir George Cakobau. Populaire dans sa province de Tailevu où se trouve le cœur historique du pouvoir autochtone aux Fidji, il est perçu au début des années 1980 comme un potentiel futur Premier ministre. Pour cette raison, en février 1984 le Premier ministre Ratu Sir Kamisese Mara le limoge du gouvernement, tout en promouvant son frère David au poste de vice-Premier ministre.
William Toganivalu est réélu député aux élections de 1987, mais celles-ci sont perdues par le gouvernement. La nouvelle majorité, menée par le nouveau Premier ministre travailliste Timoci Bavadra, lui propose la présidence de la Chambre des représentants. Il accepte, mais doit se rétracter : le parti de l'Alliance ne souhaite pas qu'il prenne le poste, et l'influent membre du parti James Ah Koy, à qui il doit de l'argent, fait pression sur lui, obtenant qu'il se rétracte. Ratu Willie siège ainsi brièvement sur les bancs de l'opposition parlementaire, avant le coup d'État militaire un mois plus tard. 
À la fin de l'année, le régime militaire confie le pouvoir à Ratu Kamisese Mara, le perdant des élections, et Ratu William Toganivalu accepte d'être le ministre des Terres et des Ressources minières dans son gouvernement anticonstitutionnel. Membre fondateur en 1991 du parti Soqosoqo ni Vakavulewa ni Taukei (SVT), il en brigue sans succès la direction, qui revient au colonel Sitiveni Rabuka, l'auteur du coup d'État. Il se présente avec succès aux élections législatives de 1992, organisées en application d'une nouvelle constitution qui garantit la suprématie du pouvoir politique aux Fidjiens autochtones, et remportées par le SVT. Début 1994, le budget présenté par le gouvernement Rabuka est rejeté par la Chambre des représentants. Sur fond de dissensions internes au gouvernement, certains députés du SVT proposent que William Toganivalu devienne Premier ministre. Le Mouvement taukei, mouvement suprémaciste autochtone, menace toutefois de se livrer à des émeutes si Sitiveni Rabuka est renversé par le Parlement. Des élections anticipées ont lieu en 1994 pour désamorcer la crise, et William Toganivalu meurt subitement durant la campagne électorale.